# Tadeusz Westfal
Tadeusz Westfal, ps. Karaś, Miś, Ostroga (ur. 8 kwietnia 1915 w Promnicach, zm. 8 lipca 1944) – polski pilot wojskowy, żołnierz ZWZ-AK.

## Dzieciństwo i młodość
Urodził się 8 kwietnia 1915 r. we wsi Promnice niedaleko Poznania. Po śmierci ojca, robotnika rolnego, który poległ walcząc w I wojnie światowej latem 1917 roku w Belgii i ponownym małżeństwie matki, rodzina przeniosła się do wsi Bolechowo. Ukończył siedem klas szkoły powszechnej. Nie mógł kontynuować nauki ze względu na trudną sytuację materialną rodziny, podjął więc pracę jako robotnik w folwarku Szlachęcin. Wykazywał zainteresowanie wojskiem. Zdobył Państwową Odznakę Strzelecką i Państwową Odznakę Sportową.

## Służba wojskowa
W 1933 po ukończeniu 18 lat zgłosił się na ochotnika do czynnej służby wojskowej, a w kwietniu 1934 roku wcielono go do 55 Poznańskiego pułku piechoty stacjonującego w Lesznie, którym dowodził płk Stefan Rowecki. Po przeszkoleniu służył w plutonie łączności. Ukończył kurs kandydatów na podoficerów rezerwy i zdecydował się pozostać w wojsku jako podoficer nadterminowy.

### Lotnictwo

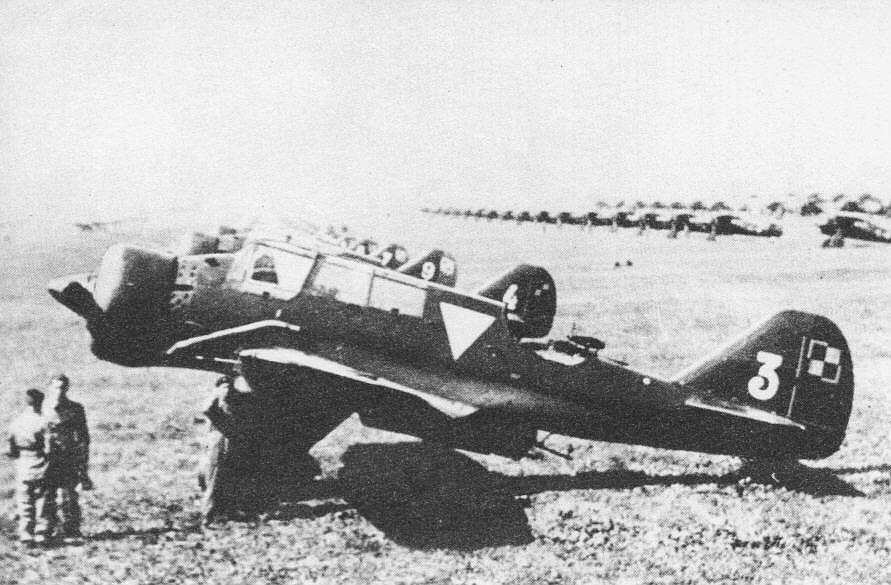
Samolot PZL.23 Karaś. Tego typu samolot (w wersji PZL.23B) Tadeusz Westfal pilotował w czasie kampanii wrześniowej. Od jego nazwy wziął również swój konspiracyjny pseudonim.

W maju 1936 roku zgłosił się ochotniczo na kurs pilotażu. Po ukończeniu kursu szybowcowego został przydzielony do poznańskiego 3. pułku lotniczego. W 1938 roku był już podoficerem zawodowym, pilotem III klasy i instruktorem pilotażu w Eskadrze Treningowej pułku. W marcu 1939 roku eskadra została rozwiązana. Tadeusz Westfal został przydzielony do 32 eskadry liniowej, przemianowanej w czasie mobilizacji w sierpniu 1939 na 32 eskadrę rozpoznawczą.

## II wojna światowa

### Wojna obronna 1939 roku
W kampanii wrześniowej walczył w szeregach przydzielonej do Armii „Łódź” 32 Eskadry Rozpoznawczej. 5 września 1939 roku pilotowany przez niego samolot PZL.23B Karaś startujący z lotniska w folwarku Skotniki został zestrzelony przez niemieckie myśliwce. Westfal zdołał wylądować przymusowo płonącym samolotem, odnosząc jednak trwałe poparzenia twarzy i rąk. Pozostali członkowie załogi samolotu ponieśli śmierć – strzelec pokładowy, kpr. Józef Nitzke, zginął w walce a obserwator, por. Edward Maliszewski, zmarł w szpitalu na skutek odniesionych ran. Ranny Tadeusz Westfal trafił do szpitala w Łodzi, a następnie został ewakuowany do Pińska na Polesiu. Na wieść o agresji sowieckiej 17 września 1939 r. uciekł z Pińska w okolice Wysokiego Mazowieckiego, znajdującego się już wtedy pod okupacją Armii Czerwonej. Osiedlił się we wsi Brzóski-Markowizna.

### Udział w konspiracji
23 grudnia 1939 roku został zaprzysiężony w szeregi lokalnej organizacji niepodległościowej, najprawdopodobniej Batalionów Śmierci Strzelców Kresowych, która później podporządkowała się Związkowi Walki Zbrojnej. W konspiracji Westfal początkowo pełnił funkcję komendanta placówki, a następnie komendanta rejonu obejmującego południową część powiatu (placówki w Łapach, Poświętnem, Piekutach, Szepietowie, Klukowie, Czyżewie i część gminy Wysokie Mazowieckie). Ślady po oparzeniach z kampanii wrześniowej, które ułatwiały zapamiętanie i ewentualną identyfikację, tłumaczył wypadkiem przy pędzeniu bimbru. Dokumenty śledcze NKWD ze stycznia 1941 roku wspominają o „komendancie organizacji powiatowej” o pseudonimie „Tadek”, byłym polskim lotniku. W grudniu 1940 roku Westfal został mianowany oficerem informacyjno-wywiadowczym Obwodu ZWZ-AK Wysokie Mazowieckie. Po agresji niemieckiej na ZSRR, od końca czerwca 1941 roku teren obwodu znajdował się już pod okupacją niemiecką. 1 marca 1943 roku dowództwo AK podporządkowało „Karasiowi” komórkę likwidacyjną, której zadania przejął wkrótce Kedyw. Akcje likwidacyjne w rejonie Wysokiego Mazowieckiego wymierzone były we współpracowników niemieckiej policji jak również współpracowników okupacyjnych władz sowieckich z lat 1939–1941 i funkcjonariuszy sowieckich oraz pospolitych bandytów. Żołnierze „Karasia” likwidowali również wyjątkowo szkodliwych funkcjonariuszy policji pomocniczej (Schutzmannschaft), rozbrajali posterunki i patrole żandarmerii oraz organizowali zasadzki na trasach komunikacyjnych. W kwietniu 1943 roku za „wyróżniającą się służbę żołnierską w szeregach wojska w konspiracji” Westfal został odznaczony Krzyżem Walecznych. Jesienią 1943 został zdekonspirowany i zaczął się ukrywać. Władze okupacyjne rozesłały za nim listy gończe i wyznaczyły nagrodę za pomoc w jego ujęciu (najprawdopodobniej 5 tysięcy reichsmarek). Pod koniec 1943 roku pełnił przez krótki czas funkcję referenta organizacyjno-personalnego Obwodu AK Wysokie Mazowieckie, a następnie p.o. I zastępcy komendanta obwodu i p.o. komendanta obwodu. W styczniu 1944 roku otrzymał awans na stopień podporucznika.

### Małżeństwo
Najprawdopodobniej na początku 1943 roku wziął ślub z Marianną Brzóską, córką gospodarzy z Brzósek-Markowizny. Małżeństwo pobłogosławił potajemnie ksiądz z parafii w Kuleszach Kościelnych. Marianna została łączniczką męża. 4 września 1943 roku została aresztowana i po trzydniowym śledztwie rozstrzelana wraz z rodziną przez żandarmerię. Była wówczas w szóstym miesiącu ciąży. Odznaczono ją pośmiertnie Krzyżem Walecznych.

## Śmierć

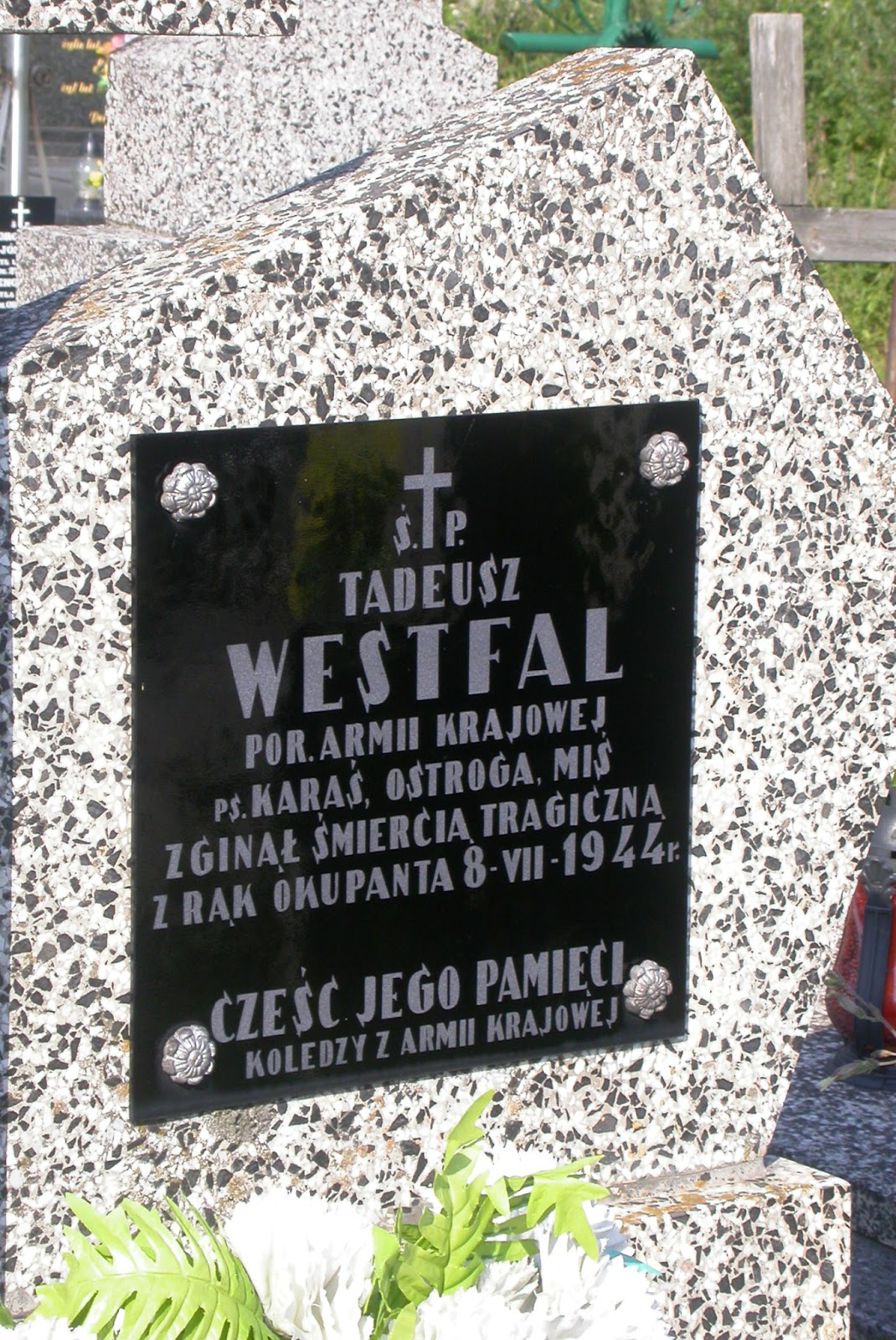
Nagrobek Tadeusza Westfala na cmentarzu parafialnym w Poświętnem

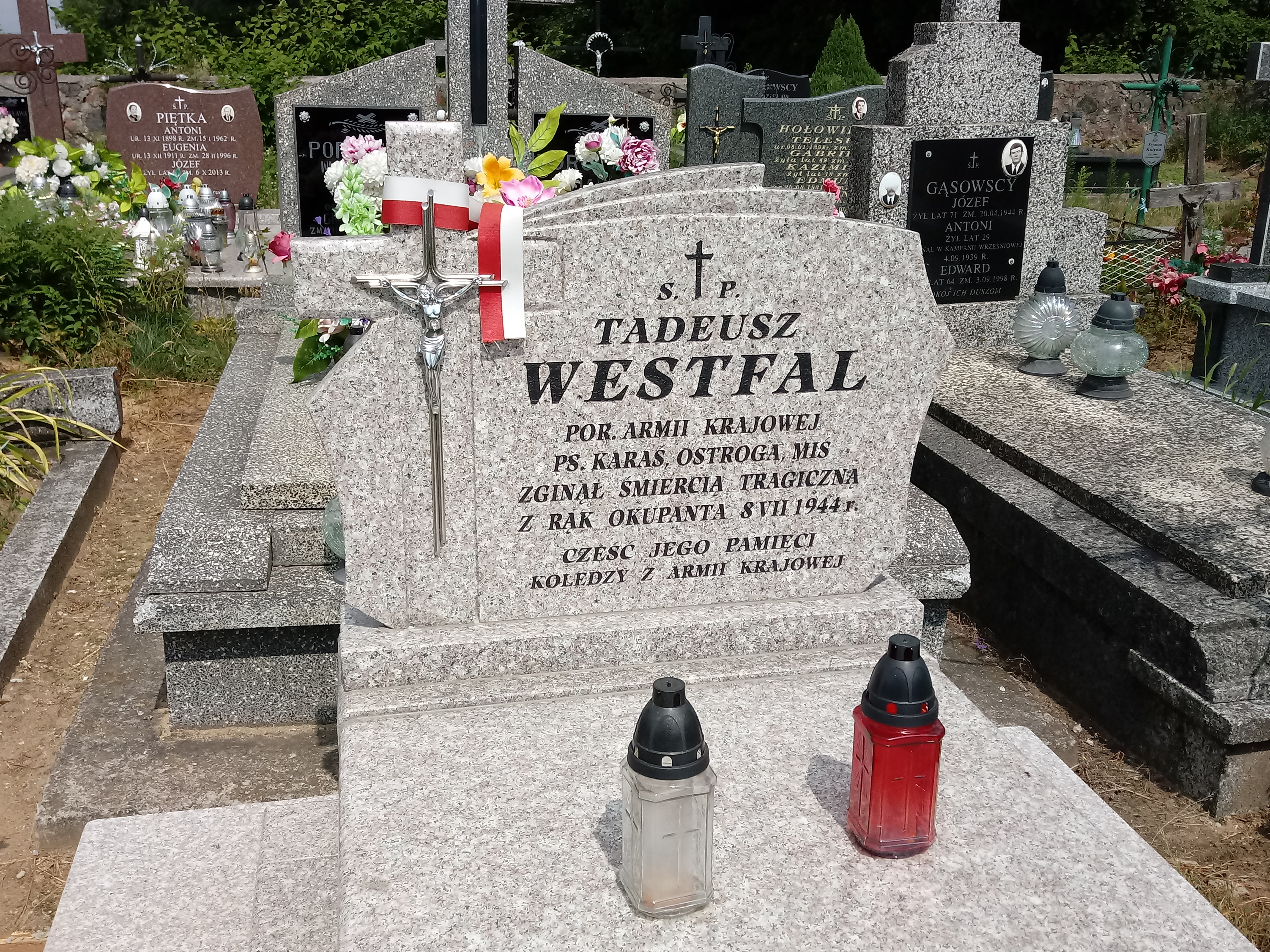
Obecny nagrobek Tadeusza Westfala na cmentarzu parafialnym w Poświętnem

8 lipca 1944 roku Westfal otrzymał informację, że w lesie w pobliżu wsi Brzozowo-Korabie biwakują podejrzane osoby. Wraz z częścią oddziału likwidacyjnego udał się na wskazane miejsce. Po przybyciu oddział został ostrzelany z erkaemu. Na miejscu poległ Jan Michałowski, ps. Zapałka. Tadeusz Westfal został ciężko ranny. Po wymianie ognia oddział wziął do niewoli jednego z napastników, który według relacji uczestników starcia miał nosić niemiecki mundur i broń ale posługiwać się językiem ukraińskim. Westfal zmarł w wyniku odniesionych ran i został pogrzebany w pobliżu miejsca potyczki.
Zwłoki Westfala zostały później przeniesione na cmentarz parafii Przemienienia Pańskiego we wsi Poświętne. W 1976 roku, staraniem towarzyszy broni, wystawiono mu nagrobek.
W latach 60. XX w. Tadeusz Westfal został pośmiertnie odznaczony Orderem Virtuti Militari V klasy przez byłego komendanta Okręgu AK Białystok, płk. Władysława Liniarskiego.

### Kontrowersje wokół okoliczności śmierci
W sprawie śmierci Tadeusza Westfala toczyło się śledztwo prowadzone przez kolejnych szefów wywiadu Obwodu AK-AKO-WiN Wysokie Mazowieckie. Początkowo sprawcy śmierci określani byli jako własowcy, czyli żołnierze Rosyjskiej Armii Wyzwoleńczej kolaborującej z Niemcami. Po 1989 roku wskazywano również na sowieckich spadochroniarzy z grupy dywersyjno-rozpoznawczej. Środowisko kombatantów w latach 70. ustaliło, że starcie i śmierć Westfala były spowodowane „zdradą połączoną z zemstą” ze strony krewnych osób zlikwidowanych przez Kedyw. Tożsamość napastników nie została jednak do dziś ustalona.

## Ordery i odznaczenia
- Krzyż Srebrny Orderu Wojennego Virtuti Militari (pośmiertnie)
- Krzyż Walecznych
- Państwowa Odznaka Sportowa
- Odznaka Strzelecka

## Galeria

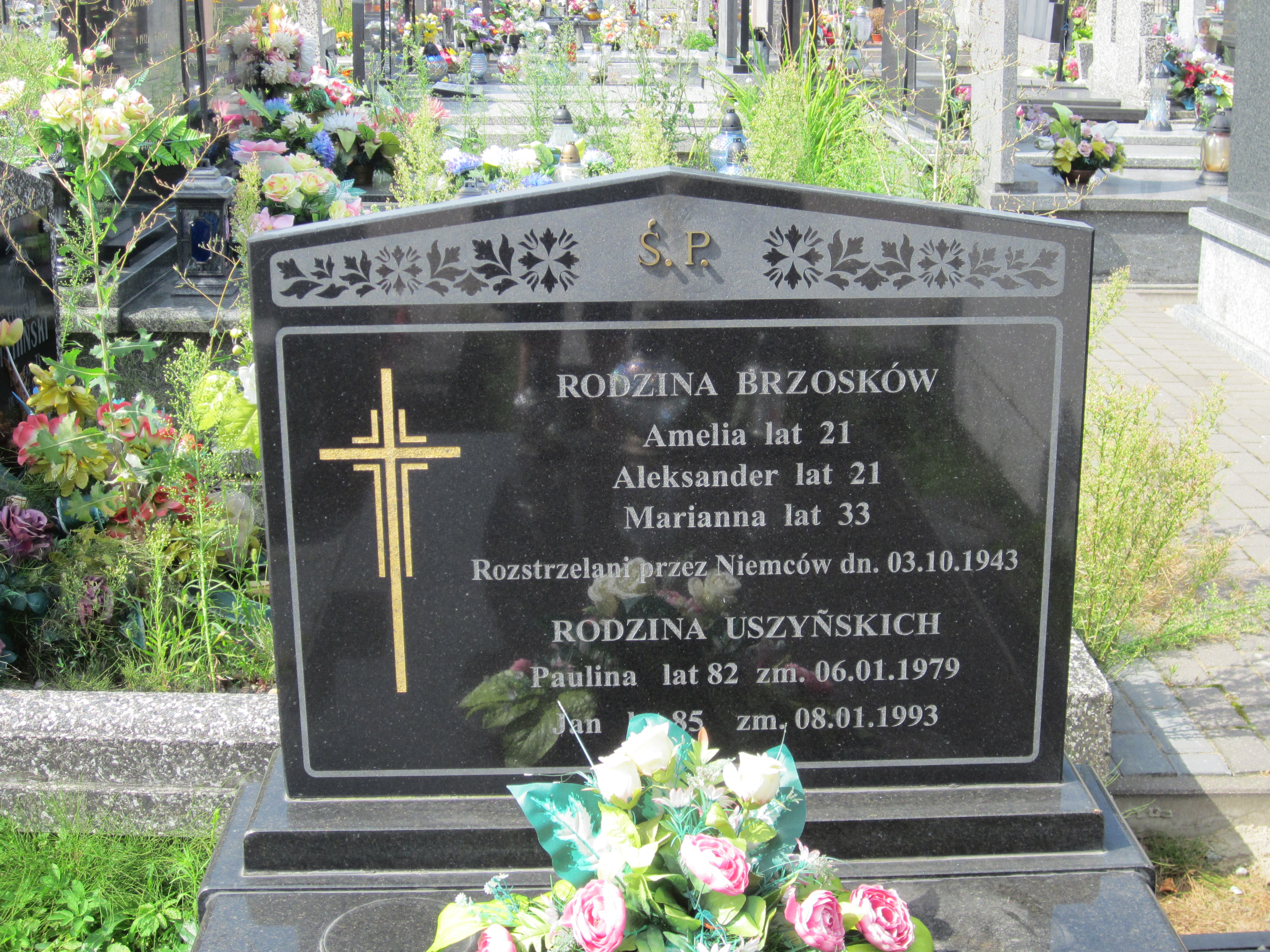
Grób żony Marianny – cmentarz Wysokie Mazowieckie
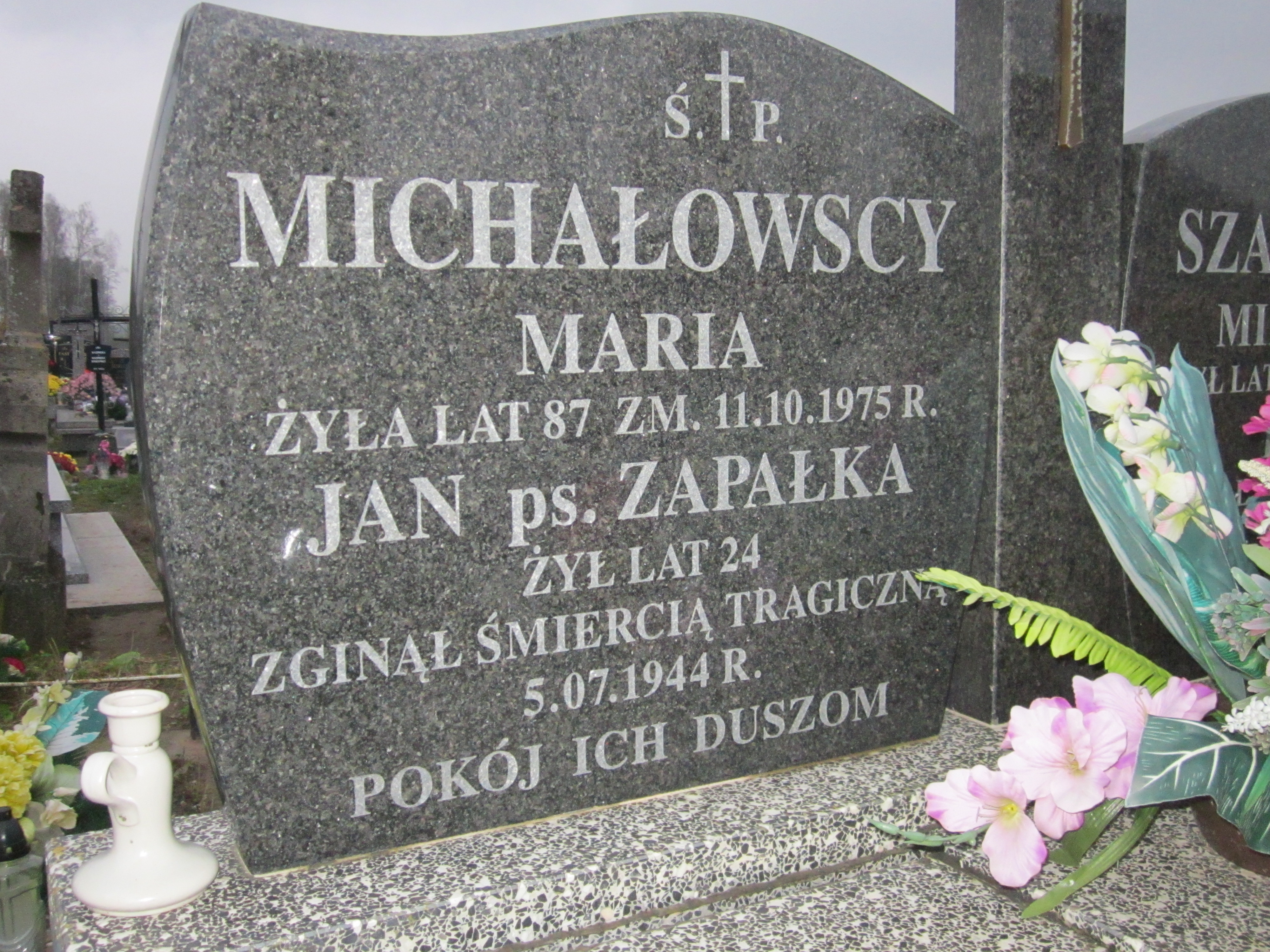
Grób Jana Michałowskiego ps. "Zapałka" – cmentarz Dąbrówka Kościelna